# Nancy Ruth (Sängerin)

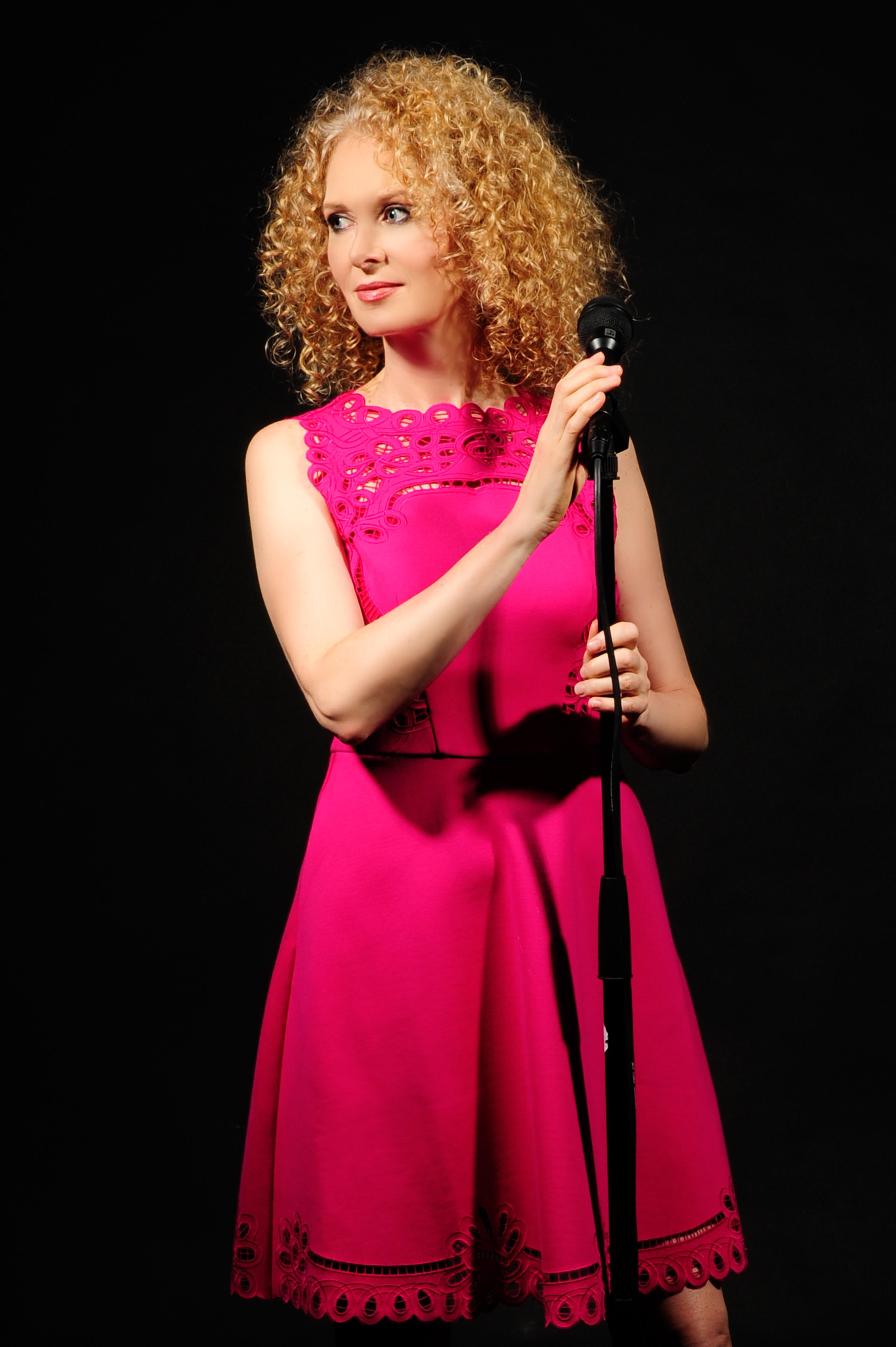
Nancy Ruth, 2016

Nancy Ruth (* 3. Januar 1966 in Edmonton) ist eine kanadisch-spanische Jazzmusikerin (Gesang, Songwriting).

## Leben und Wirken
Ruth, die auf Vancouver Island aufwuchs, zeigte bereits früh Interesse an der Musik. Ihr Großvater schenkte ihr eine Ukulele, als sie sieben Jahre alt war, und brachte ihr alte Standards bei. Daraus entwickelte sie eine Show, mit der sie bei lokalen Veranstaltungen auftrat. Ab Mitte der 1970er Jahre absolvierte ein Gesangs- und Klavierstudium am Toronto Conservatory of Music. Außerdem studierte sie Theater im Studio 58 am Langara College in Vancouver und setzte ihr Musikstudium am Douglas College in New Westminster fort.
Erste professionellen Auftritte hatte Ruth als Sängerin in Rockbands; zwischen 1986 und 1991 tourte sie mit den kanadischen Gruppen Axess, Aces High und Renaissance. 1992 trat sie mit der Band The Lovehunters in Südostasien auf.
Zwischen 1993 und 1997 spielte Ruth die Hauptrolle in der Beaver Creek Rendezvous Show. 1998 wurde ihr gleichnamiges Debütalbum mit eigenen Liedern veröffentlicht. Sie konzentrierte sich auf den Jazz und trat in Clubs und bei Veranstaltungen in ganz Kanada auf. Nach mehreren Urlauben ließ sie sich 2001 in Malaga nieder. Ihr zweites Album, It's Got To Be Love, wurde 2004 veröffentlicht.
Angeregt durch die Zusammenarbeit mit Toño Robira nahm Ruth lateinamerikanische Boleros und Balladen in ihr Repertoire auf. In ihrem dritten Album Me quedo (2008) finden sich erstmals auch Songs in spanischer Sprache. 2011 folgt ihr viertes Album Para Ti, das Titel auf Englisch und Spanisch enthält. Auf ihrem Album Sangría Jam (2016) werden Flamenco, Jazz und lateinamerikanische Rhythmen miteinander verbunden. Sie ist auch auf einem Album von Gabriel Mark Hasselbach mit den Jazz Perpetrators zu hören.